# Rudiano
Rudiano ist eine norditalienische Gemeinde (comune) mit 5921 Einwohnern (Stand 31. Dezember 2023) in der Provinz Brescia in der Lombardei. Die Gemeinde liegt etwa 27,5 Kilometer westsüdwestlich von Brescia und grenzt unmittelbar an die Provinz Bergamo. Rudiano ist Teil des Parco dell’Oglio Nord. Der Oglio bildet die östliche Gemeindegrenze.

## Persönlichkeiten
- Franco Mazzotti (1904–1942), Adeliger, Pilot, Motorboot- und Automobilrennfahrer
- Gianpietro Marchetti (* 1948), Fußballspieler